# Donsinemella camacolaimoides
Donsinemella camacolaimoides är en rundmaskart som beskrevs av Allgen 1949. Donsinemella camacolaimoides ingår i släktet Donsinemella och familjen Leptolaimidae. Inga underarter finns listade i Catalogue of Life.